# Maria do Divino Coração
A Irmã Maria do Divino Coração (Münster, 8 de setembro de 1863 – Porto, 8 de junho de 1899), nascida Maria Droste zu Vischering, foi uma personalidade da mais elevada nobreza alemã e santa católica, religiosa da Congregação de Nossa Senhora da Caridade do Bom Pastor e Madre Superiora do Convento do Bom Pastor do Porto, mais conhecida por ter influenciado o Papa Leão XIII a efectuar a consagração do Mundo ao Sagrado Coração de Jesus. O próprio Papa Leão XIII chamou a essa consagração solene "o maior acto do meu pontificado".

## Biografia

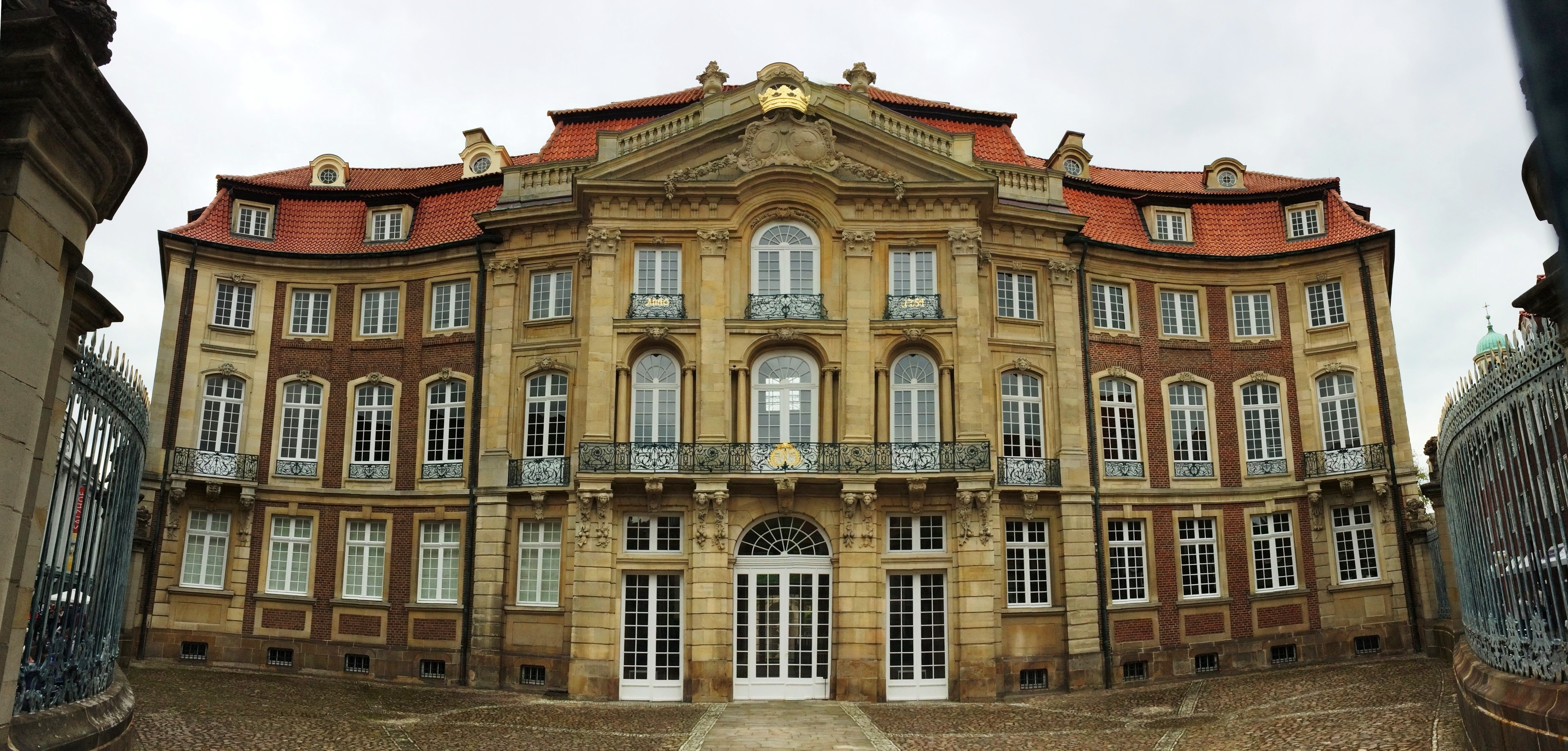
O Palácio Erbdrostenhof (Münster, Alemanha), local do nascimento.

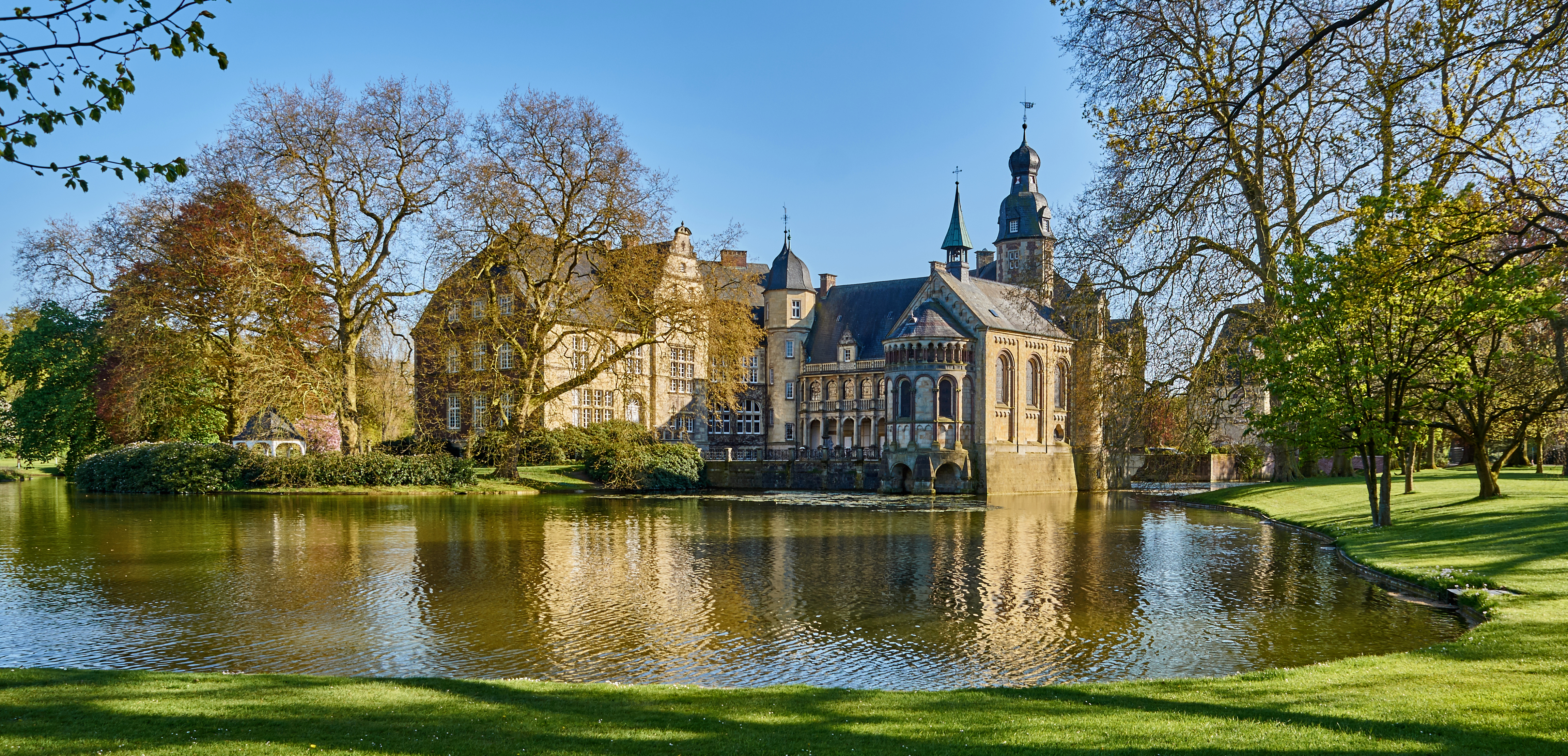
O Castelo de Darfeld (Münster) onde Maria Droste zu Vischering passou a sua infância e juventude.

### Nascimento
Maria Anna Johanna Franziska Theresia Antonia Huberta Droste zu Vischering nasceu, com o seu irmão gémeo Max, no dia 8 de setembro de 1863, solenidade da Natividade de Nossa Senhora, no Palácio Erbdrostenhof, em Münster, uma cidade situada na região da Vestfália, na Alemanha, sendo filha de uma das mais nobres famílias que se distinguiu pela sua fidelidade à Igreja Católica durante a perseguição do Kulturkampf — os seus pais eram Clemente, o conde Droste zu Vischering, e Helena, a condessa de Galen.
De saúde frágil, Maria Droste zu Vischering foi baptizada de imediato aquando do seu nascimento; anos mais tarde, a sua mãe revelou-lhe que, no dia do nascimento das duas crianças, ela experimentou uma tal consolação e uma alegria sobrenatural tão grande como nunca sentira em toda a sua vida. Na verdade, pode dizer-se que isso era já um sinal da graça divina manifestando o quanto os dois, e sobretudo Maria, trilhariam o caminho da perfeição e do amor de Deus.

### Primeiros anos
Maria Droste zu Vischering passou a sua infância com a família no Castelo de Darfeld, um dos mais belos da região de Münster, e foi uma criança cheia de vida: corria pelos corredores intermináveis do Castelo, atirava-se para cima das moitas e da relva molhada do jardim, montava a cavalo, patinava no gelo e lutava para ser a primeira em qualquer jogo com os irmãos. Desde a mais tenra idade que a sua alma inocente fora atraída pelo Sagrado Coração de Jesus. Para Maria Droste zu Vischering, a devoção ao Coração de Cristo sempre se fundiu por inteiro com a devoção ao Santíssimo Sacramento, conforme ela própria declarou: 
"Nunca pude separar a devoção ao Coração de Jesus da devoção ao Santíssimo Sacramento; e nunca serei capaz de explicar como e quanto o Sagrado Coração de Jesus se dignou favorecer-me no Santíssimo Sacramento da Eucaristia".
| |  |  |
| Maria Droste zu Vischering com 15 anos de idade (1878) e, depois, freira noviça em Münster (1889). |  |  |

No dia 25 de abril de 1875, Maria Droste zu Vischering fez, com o seu irmão gémeo Max, a sua Primeira Comunhão: "Esperei nesse dia a graça da vocação religiosa, mas em vão…". Essa graça recebeu-a apenas no dia 8 de Julho do mesmo ano, mas só após a recepção do Crisma.
Em 1878, contudo, Maria Droste zu Vischering escutou uma pregação sobre a passagem bíblica que diz «Amarás o Senhor teu Deus com todo o teu coração e com toda a tua alma» e reagiu da seguinte forma: "Nesse preciso momento pensei: tens que te tornar Religiosa! Teria preferido que os meus ouvidos não tivessem escutado, mas é impossível resistir à voz de Deus".
Durante a Primavera de 1879, num dos trilhos da sua particular devoção ao Coração de Cristo e após uma primeira experiência de vida religiosa realizada no Pensionato das Irmãs do Sagrado Coração em Riedenburg, Maria Droste zu Vischering chegou a uma importante conclusão: "[…] comecei a compreender que sem espírito de sacrifício o amor ao Coração de Jesus não passa de uma ilusão".

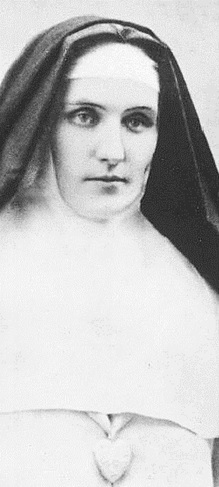
Retrato da Irmã Maria do Divino Coração Droste zu Vischering, então Madre Superiora do Convento do Bom Pastor de Paranhos, no Porto (1894).

### Vida religiosa
No ano de 1883, na capela do Castelo de Darfeld, Maria Droste zu Vischering escutou uma locução interior de Jesus que lhe disse: "Tu serás a esposa do Meu Coração". No dia 5 de Agosto desse mesmo ano, data do Jubileu de Prata do casamento de seus pais, Maria manifestou-lhes o desejo definitivo de se tornar religiosa e não tardou para que isso se tornasse realidade.
Em 1888, visitou com sua mãe o Hospital de Darfeld e lá encontrou uma rapariga que tinha dado escândalo. Maria Droste zu Vischering, vencendo a sua repugnância e timidez face à mãe, estendeu a mão à infeliz. Pode dizer-se que foi o primeiro contacto com o carisma das Irmãs do Bom Pastor. Na Igreja Paroquial, pouco tempo depois, tornou a ouvir a voz de Jesus que lhe disse: "Tens de entrar no Convento do Bom Pastor". Maria decidiu-se, então, a entrar no noviciado do Convento do Bom Pastor de Münster.
Depois de ter recebido o hábito branco da Congregação – no mesmo dia e na mesma hora que, em França, no Carmelo de Lisieux, Teresa recebia o hábito castanho (e, anos mais tarde, tornou-se na conhecida Santa Teresinha do Menino Jesus), Maria recebeu ainda o nome que se tornou para si num programa de vida: Irmã Maria do Divino Coração.
A Irmã Maria passou apenas cinco anos em Münster, pois a obediência chamou-a a uma missão especial em Portugal, para onde foi enviada inicialmente como Assistente da Superiora do Convento de Lisboa. De Fevereiro a Maio de 1894 permaneceu na capital portuguesa, mas em pouco tempo foi nomeada para o seu cargo definitivo de Madre Superiora do Convento das Irmãs do Bom Pastor do Porto.

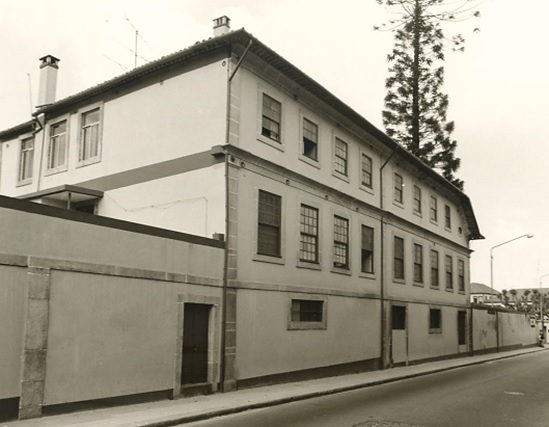
O Convento das Irmãs do Bom Pastor em Paranhos, na cidade do Porto, em Portugal.

Restauradora da disciplina religiosa e exigente na formação das suas filhas Religiosas, a Irmã Maria foi alvo de inúmeras incompreensões por parte da comunidade que estava habituada a viver entregue só a si mesma. A principal atenção da Madre Superiora, contudo, foi sempre para as jovens internas, preferindo as mais pobres e as mais infelizes.

### Morte e incorruptibilidade

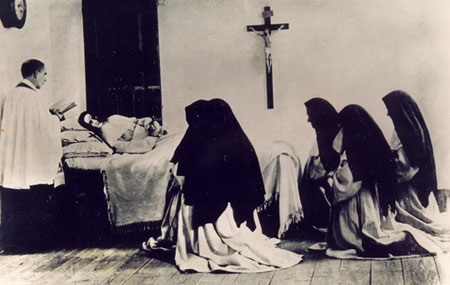
Momento da morte da Irmã Maria do Divino Coração, condessa Droste zu Vischering, no Convento do Bom Pastor do Porto (1899).

A Irmã Maria morreu no dia 8 de junho de 1899. O seu corpo, encontrado incorrupto aquando da sua primeira exumação, encontra-se actualmente exposto para veneração pública na Igreja do Sagrado Coração de Jesus, em Ermesinde, junto ao Convento do Bom Pastor dessa mesma localidade. Existem, ainda, relíquias extraídas do seu corpo e que se encontram expostas para veneração no Convento das Irmãs do Bom Pastor do Porto e na Capela dos Confidentes de Jesus situada no Santuário Nacional de Cristo Rei, em Almada.

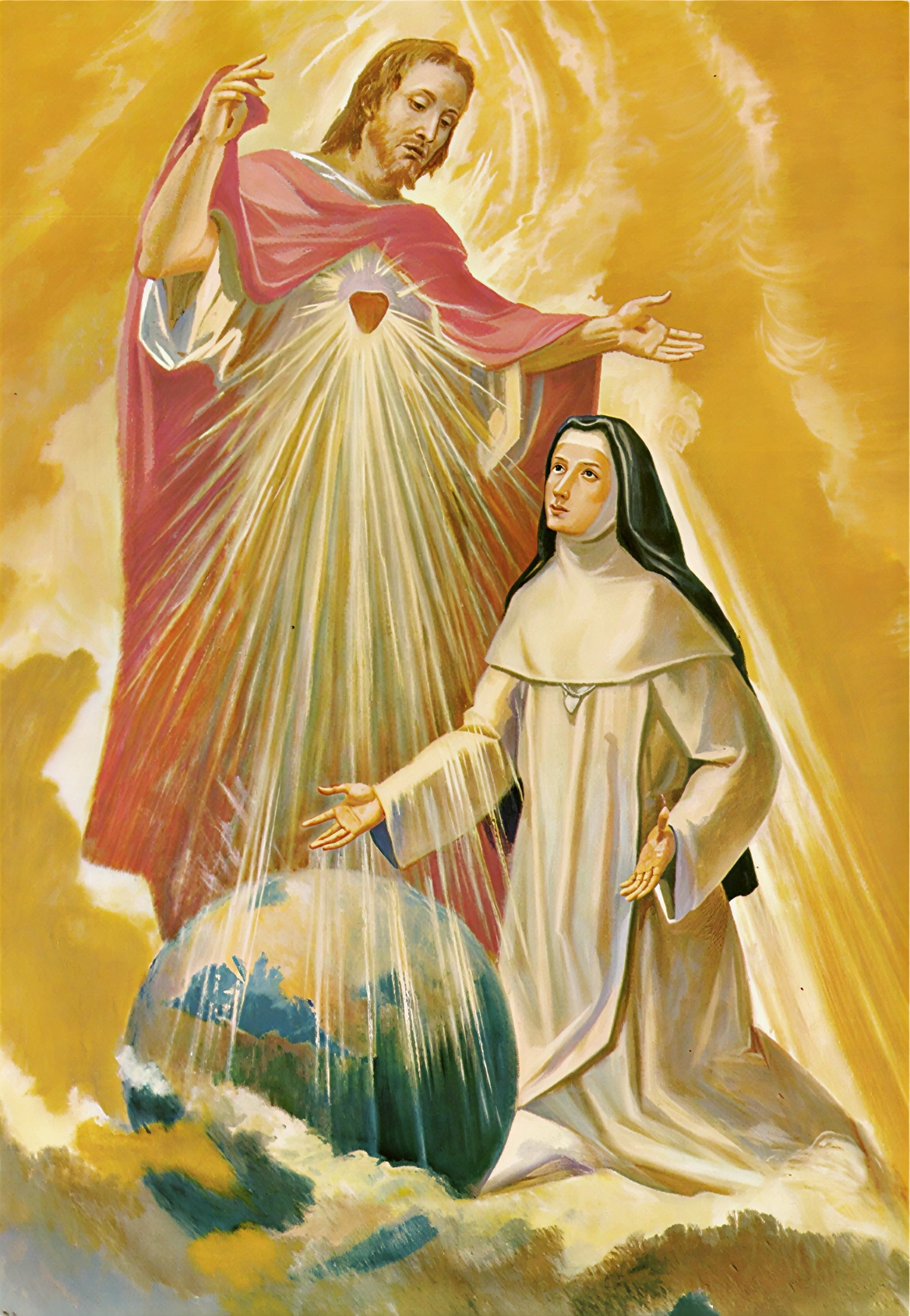
Pintura da famosa aparição do Sagrado Coração de Jesus à Irmã Maria na qual Ele lhe prometeu que faria resplandecer uma luz nova sobre o Mundo inteiro e lhe disse: "Ao brilho desta luz, Povos e Nações serão reconfortados pelo seu calor."

### Consagração do Mundo ao Sagrado Coração de Jesus
A Consagração do Mundo ao Sagrado Coração de Jesus foi feita pelo Papa Leão XIII a 11 de junho de 1899, no seguimento dos pedidos, em nome do próprio Jesus Cristo, que lhe foram dirigidos a partir de Portugal pela Beata Irmã Maria do Divino Coração Droste zu Vischering, a Madre Superiora do Convento do Bom Pastor do Porto. Tal facto veio a ocorrer logo após a publicação da Encíclica Annum Sacrum.

### Decretos pontifícios
Em 1964, a Irmã Maria do Divino Coração, condessa Droste zu Vischering, recebeu oficialmente o título de Venerável pela Congregação para as Causas dos Santos.
No dia 1 de novembro de 1975, dia da solenidade de Todos-os-Santos, foi beatificada pelo Papa Paulo VI.
Na actualidade, o Doutor Waldery Hilgeman foi nomeado postulador da causa de canonização que se encontra em curso.

## Promessas do Sagrado Coração de Jesus

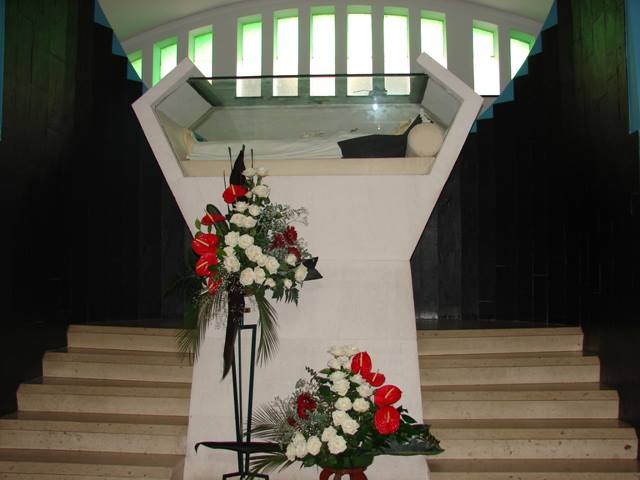
Túmulo-relicário com os restos mortais da Beata Irmã Maria do Divino Coração na Igreja do Sagrado Coração de Jesus em Ermesinde, Portugal.

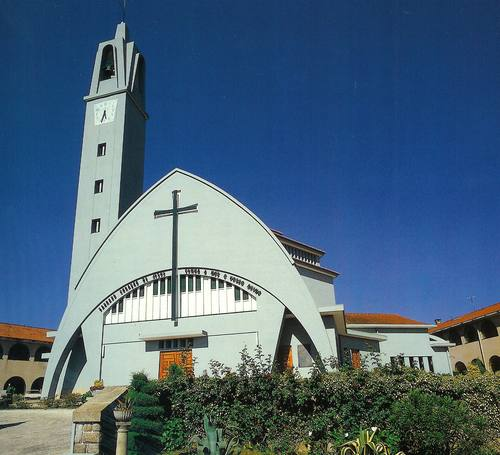
A Igreja do Sagrado Coração de Jesus em Ermesinde, Portugal.

Nas Suas revelações à Irmã Maria do Divino Coração Droste zu Vischering, Jesus apresentou-lhe duas grandes e prodigiosas promessas:

### Promessa de graças por intercessão da Irmã Maria do Divino Coração
«Fica sabendo, Minha filha, que da caridade do Meu Coração, quero fazer descer torrentes de graças através do teu coração para dentro do coração dos outros. É esta a razão porque hão-de dirigir-se com confiança a ti; não são as tuas qualidades, mas sou Eu mesmo a causa disso. Nunca ninguém que se encontrar contigo se afastará sem que a sua alma seja de qualquer maneira consolada, aliviada ou santificada, ou sem haver recebido alguma graça, nem até o mais endurecido pecador… dele depende aproveitar-se desta graça.»

### Promessa de graças a conceder naIgreja do Sagrado Coração de Jesus
«Há muito tempo, como sabe, desejo construir no terreno do Bom Pastor uma Igreja. Indecisa sobre a invocação da mesma, rezei e consultei muitas pessoas sem chegar a qualquer conclusão. Na primeira Sexta-feira deste mês, pedi a Nosso Senhor que me iluminasse. Depois da Sagrada Comunhão, Ele disse-me: "— Quero que a Igreja seja consagrada ao Meu Coração. Deves erigir aqui um lugar de reparação; por Minha parte, será um lugar de graças. Distribuirei copiosamente graças a todos os habitantes desta casa [o Convento], os que nela vivem, os que nela viverão, e até às pessoas das suas relações." Depois disse-me que queria esta Igreja, sobretudo, como lugar de reparação pelos sacrilégios e para obter graças para o clero.»